# Kijowska Wyższa Szkoła Oficerów Politycznych Marynarki Wojennej
Kijowska Wyższa Szkoła Oficerów Politycznych Marynarki Wojennej (ros. Киевское высшее военно-морское политическое училище, ukr. Київське вище військово-морське політичне училище) – wyższa uczelnia wojskowa Sił Zbrojnych ZSRR. 
Była jedyną w ZSRR uczelnią przygotowującą oficerów politycznych na potrzeby floty i oddziałów Marynarki Wojennej ZSRR. W latach 1948–1957 funkcjonowała jako 2 Średnia Politechniczna Szkoła Marynarki Wojennej. Znajdowała się w Kijowie pod adresem Kontraktowaja płoszczadʹ 14, w budynku dawnej Kijowskiej Akademii Teologicznej. W czasie II wojny światowej w siedzibie szkoły mieścił się sztab Dnieprowskiej Flotylli Wojskowej.